# Dlouhá
Dlouhá je malá vesnice, část obce Netřebice v okrese Český Krumlov. Nachází se asi 2,5 km na severovýchod od Netřebic. Je zde evidováno 18 adres.
Dlouhá je také název katastrálního území o rozloze 5,35 km². V katastrálním území Dlouhá leží i Výheň.

## Historie
První písemná zmínka o vesnici pochází z roku 1401.

## Pamětihodnosti
- Výklenková kaplička – kulturní památka České republiky
- Lípa v Dlouhé – památný strom č. 103053 dle AOPK stál u výše zmíněné kapličky do roku 2006. Poblíž byl zasazen strom nový.